# 鏡の前のマグダラのマリア
『鏡の前のマグダラのマリア』（かがみのまえのマグダラのマリア、仏: La Madeleine au miroir, 英: Magdalene at a Mirror）、または『悔悛するマグダラのマリア』（かいしゅんするマグダラのマリア、仏: Madeleine pénitente）は、フランス17世紀の巨匠ジョルジュ・ド・ラ・トゥールが1635-1640年頃に制作したキャンバス上の油彩画である。画家が描いた4点の『悔悛するマグダラのマリア』のうち1点で、作品はワシントン・ナショナル・ギャラリーに所蔵されている。

## 歴史
1937年7月、美術史家シャルル・ステルランは『悔悛するマグダラのマリア』という絵画が存在することを発表した。パリの古美術商アンドレ・ファビウスが所有していたことで、この作品は『ファビウスのマグダラのマリア』と呼ばれた。翌年の1938年の5月、ステルランは新たな論文で、別の『悔悛するマグダラのマリア』を発表した。この作品はパリの収集家カミーユ・テルフ (Camille Terff) が所有していたので、『テルフのマグダラのマリア』と呼ばれた。その後、『ファビウスのマグダラのマリア』は本作『鏡の前のマグダラのマリア』、そして『テルフのマグダラのマリア』は『灯火の前のマグダラのマリア』(現在、ルーヴル美術館所蔵) として区別されるようになった。『鏡の前のマグダラのマリア』は1974年にワシントン・ナショナル・ギャラリーに収蔵された。

## 作品
ラ・トゥールは少なくとも4回、『悔悛するマグダラのマリア』を描いているが、この主題は画家にとって特別な意義があったのかもしれない。いずれにしても、カトリック教会から非常に奨励された人気のある主題であった。プロテスタントのカルヴァン派の「宿命」の概念に対して、ローマ教会は対抗宗教改革の時代に「悔悛」と「赦免」を重要視したからである。本作で、マリアは「本当に赦しというものがあるのだろうか」と問いかけているように見える。彼女の繊細な指は骸骨を撫でつつ、思索的集中力は動的な力となって、風の流れのように画面の唯一の光源であるロウソクの光を屈折させている。
夜の闇が宗教的感動を高め、深い神秘主義に沈んだ恍惚の雰囲気が描かれている。マリアの抑制された美しさと闇に沈む虚ろなまなざしは鑑賞者を魅了する。

## ギャラリー
ラ・トゥールのほかの3点の『悔悛するマグダラのマリア』

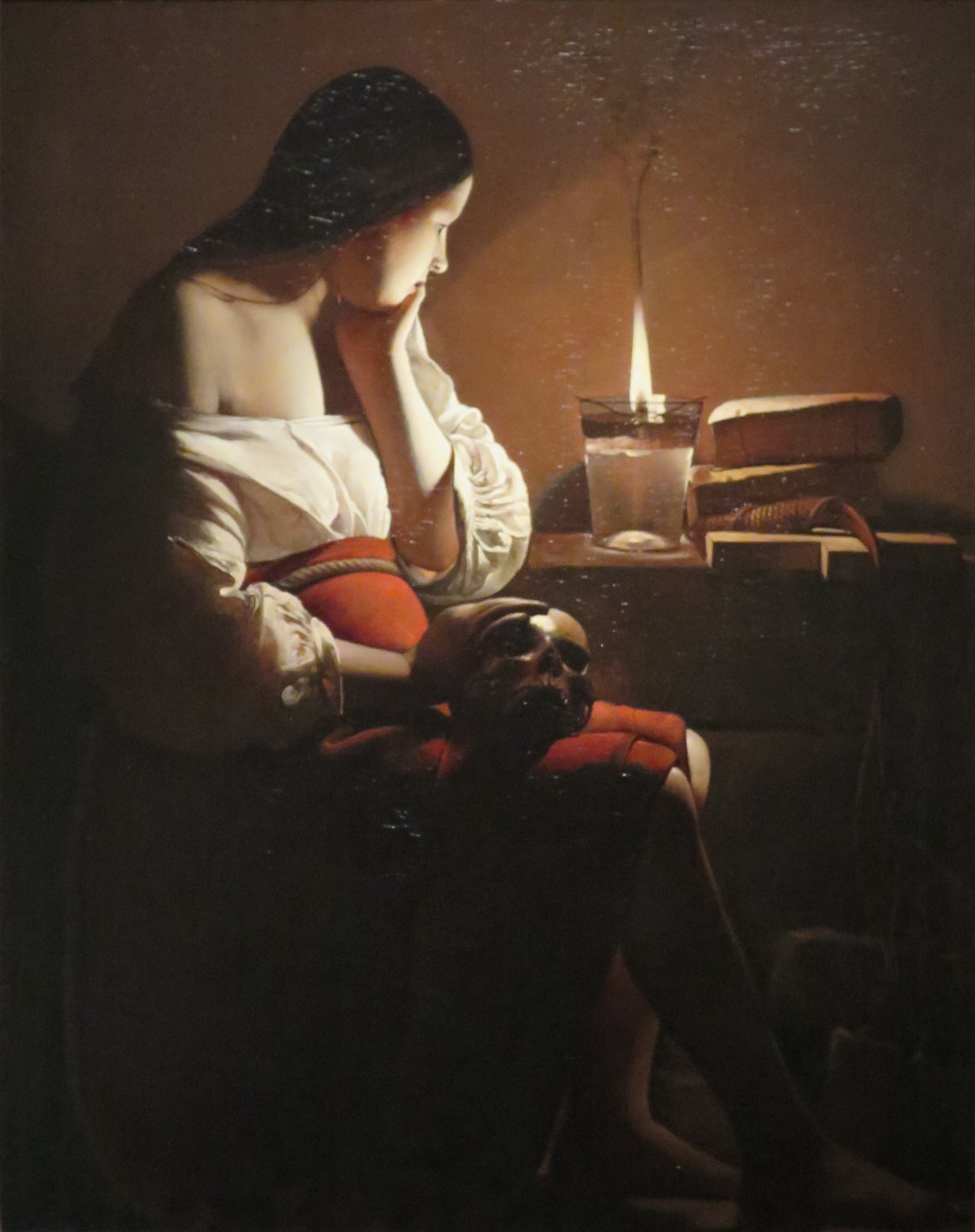
『ゆれる炎のあるマグダラのマリア』(1638-1640年頃)、ロサンゼルス・カウンティ美術館)
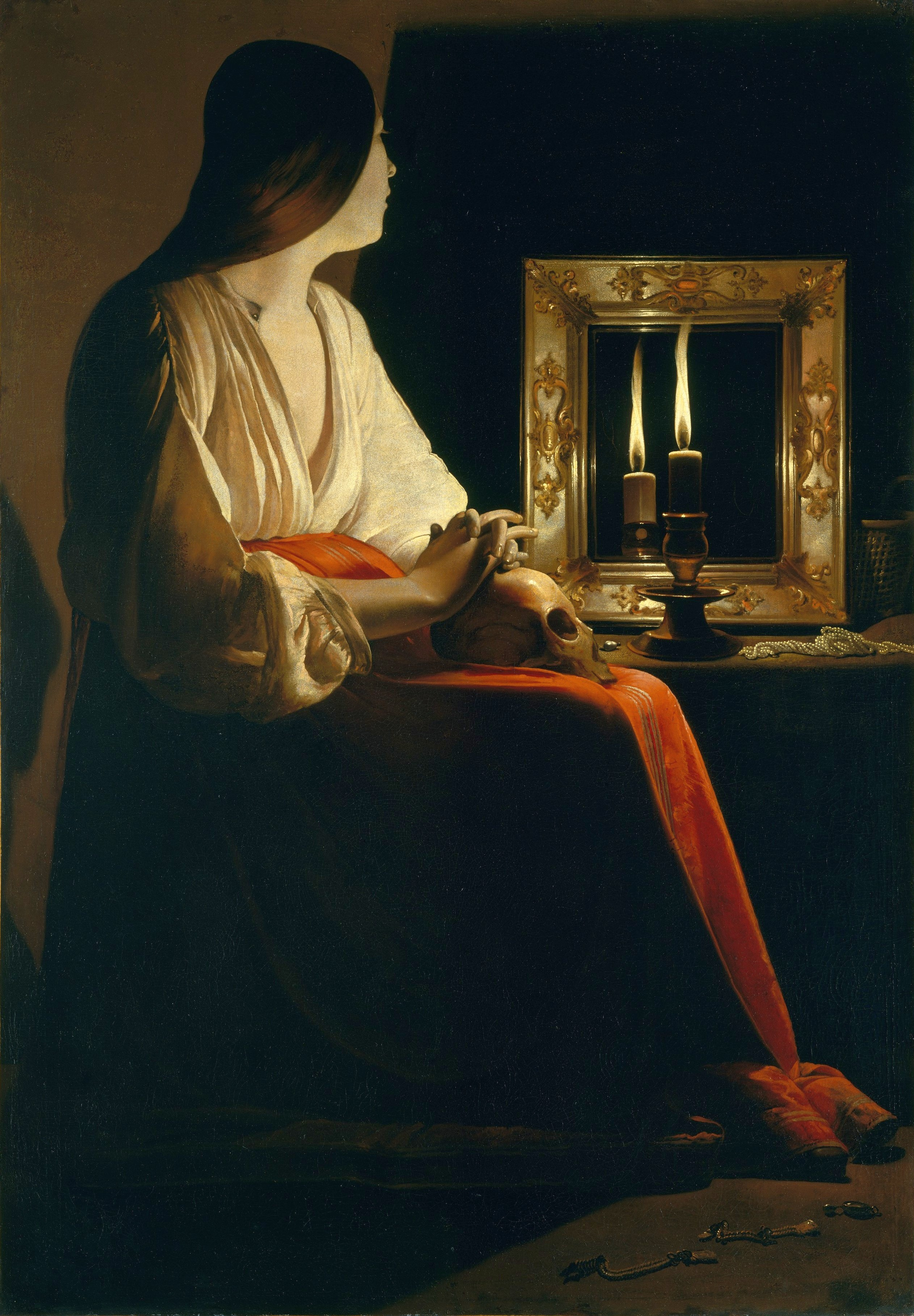
『ふたつの炎のあるマグダラのマリア』(1640年頃)、メトロポリタン美術館、ニューヨーク
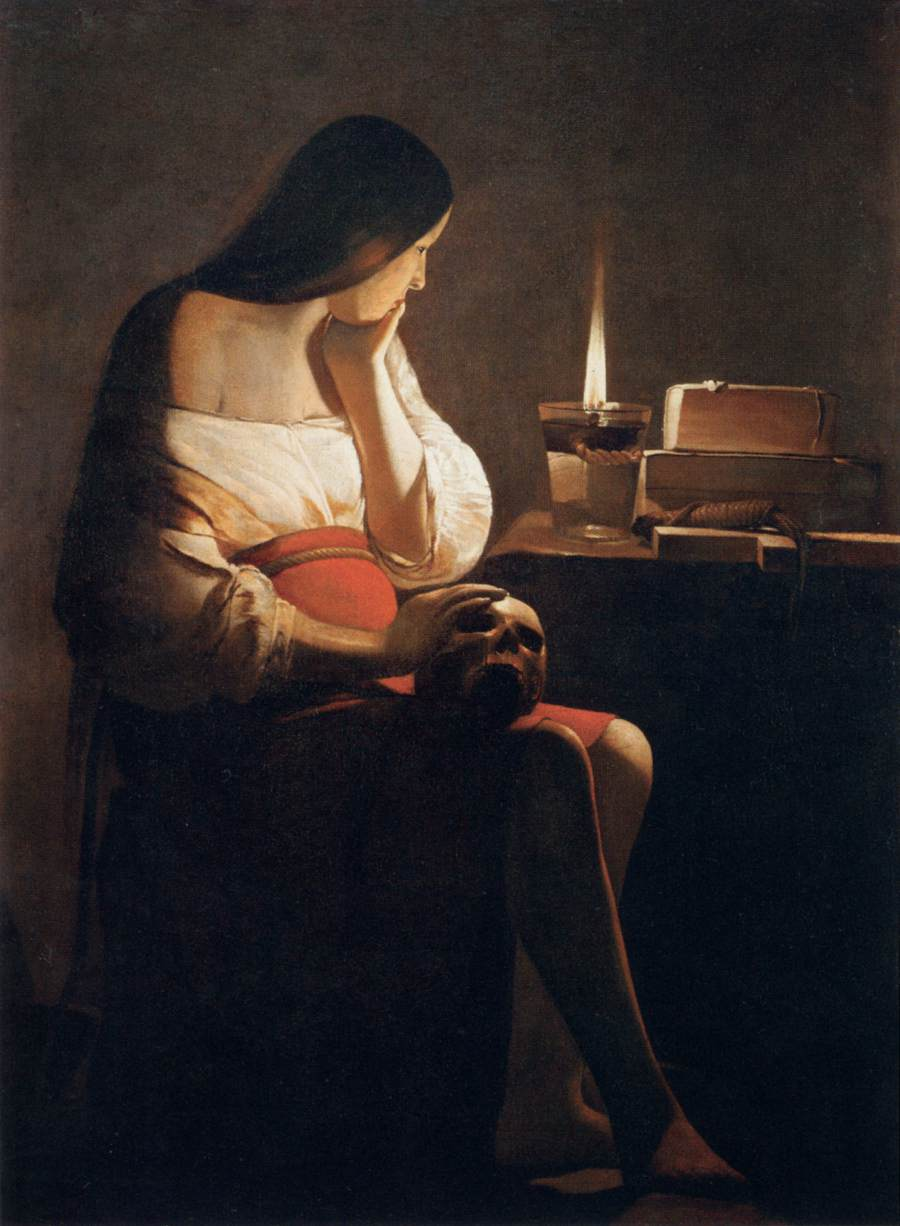
『灯火の前のマグダラのマリア』(1640年頃) ルーヴル美術館、(パリ)